# Alfabeto arábico meridional
O antigo alfabeto arábico meridional, também conhecido como musnade (المُسند), se originou a partir do alfabeto proto-sinaico por volta do século IX a.C.. Esse sistema foi usado para se escrever os antigos dialetos árabes meridionais do Iêmen como sabélico, catabano, hadrame, mineano, himiarita, e proto-gueês (ou proto-etio-semítico) em Dʿmt. As mais antigas inscrições nesse alafabeto são datadas do século IX a.C. em Aquele Guzai, Eritreia e no século VIII a.C., encontrados na Babilônia e no Iêmen. Essa escrita atingiu seu total desenvolvimento por volta de 500 a.C., e seu uso continuou até o século VII, incluindo as inscrições em antigo árabe setentrional utilizando variantes dessa escrita, quando então foi substituído pelo alfabeto árabe. Na Etiópia essa língua loi usada para se escrever a língua gueês, que, com a adição  de novos símbolos no decorrer dos séculos, têm sido usado para se escrever amárico, tigrínia e tigré, bem como outras línguas (incluindo várias línguas semíticas, cuchíticas, e nilo-saaranas). Uma escrita altamente cursiva conhecida como zabur também conhecida como "minúsculas arábicas meridionais"— foi usada pelos antigos iemenitas para se escrever documentos diários em lascas de madeira em adição a lápides monumentais; exemplos dos caracteres musnades são mostrados abaixo.

## Caracteres arábicos meridionais
| (epigráfico) Antigo alfabeto arábico meridional | (epigráfico) Antigo alfabeto arábico meridional | (epigráfico) Antigo alfabeto arábico meridional | (epigráfico) Antigo alfabeto arábico meridional | (epigráfico) Antigo alfabeto arábico meridional | (epigráfico) Antigo alfabeto arábico meridional | (epigráfico) Antigo alfabeto arábico meridional | (epigráfico) Antigo alfabeto arábico meridional | (epigráfico) Antigo alfabeto arábico meridional | (epigráfico) Antigo alfabeto arábico meridional | (epigráfico) Antigo alfabeto arábico meridional | (epigráfico) Antigo alfabeto arábico meridional | (epigráfico) Antigo alfabeto arábico meridional | (epigráfico) Antigo alfabeto arábico meridional | (epigráfico) Antigo alfabeto arábico meridional | (epigráfico) Antigo alfabeto arábico meridional | (epigráfico) Antigo alfabeto arábico meridional | (epigráfico) Antigo alfabeto arábico meridional | (epigráfico) Antigo alfabeto arábico meridional | (epigráfico) Antigo alfabeto arábico meridional | (epigráfico) Antigo alfabeto arábico meridional | (epigráfico) Antigo alfabeto arábico meridional | (epigráfico) Antigo alfabeto arábico meridional | (epigráfico) Antigo alfabeto arábico meridional | (epigráfico) Antigo alfabeto arábico meridional | (epigráfico) Antigo alfabeto arábico meridional | (epigráfico) Antigo alfabeto arábico meridional | (epigráfico) Antigo alfabeto arábico meridional | (epigráfico) Antigo alfabeto arábico meridional | (epigráfico) Antigo alfabeto arábico meridional | (epigráfico) Antigo alfabeto arábico meridional | (epigráfico) Antigo alfabeto arábico meridional | (epigráfico) Antigo alfabeto arábico meridional |
| ----------------------------------------------- | ----------------------------------------------- | ----------------------------------------------- | ----------------------------------------------- | ----------------------------------------------- | ----------------------------------------------- | ----------------------------------------------- | ----------------------------------------------- | ----------------------------------------------- | ----------------------------------------------- | ----------------------------------------------- | ----------------------------------------------- | ----------------------------------------------- | ----------------------------------------------- | ----------------------------------------------- | ----------------------------------------------- | ----------------------------------------------- | ----------------------------------------------- | ----------------------------------------------- | ----------------------------------------------- | ----------------------------------------------- | ----------------------------------------------- | ----------------------------------------------- | ----------------------------------------------- | ----------------------------------------------- | ----------------------------------------------- | ----------------------------------------------- | ----------------------------------------------- | ----------------------------------------------- | ----------------------------------------------- | ----------------------------------------------- | ----------------------------------------------- | ----------------------------------------------- |
| Caractere Transcrição IPA                       | h [h]                                           | l [l]                                           | ḥ [ħ]                                           | m [m]                                           | q [q]                                           | w [w]                                           | s2 [ɬ]                                          | r [r]                                           | b [b]                                           | t [t]                                           | s1 [s]                                          | k [k]                                           | n [n]                                           | ḫ [x]                                           | s3 [s̪]                                          | f [f]                                           | ʾ [ʔ]                                           | ʿ [ʕ]                                           | ḍ [ɬʼ]                                          | g [g]                                           | d [d]                                           | ġ [ɣ]                                           | ṭ [tʼ]                                          | z [z]                                           | ḏ [ð]                                           | y [j]                                           | ṯ [θ]                                           | ṣ [tˢʼ]                                         | ẓ [θʼ]                                          |                                                 |                                                 |                                                 |
| Outras transcrições                             | Outras transcrições                             | Outras transcrições                             | Outras transcrições                             | Outras transcrições                             | Outras transcrições                             | Outras transcrições                             | ś,š                                             |                                                 |                                                 |                                                 | š,s                                             |                                                 |                                                 |                                                 | s,ś                                             |                                                 |                                                 |                                                 |                                                 |                                                 |                                                 |                                                 |                                                 |                                                 |                                                 |                                                 |                                                 |                                                 |                                                 |                                                 |                                                 |                                                 |

| Caractere Transcrição IPA | r [r]    | ʿ [ʕ]    | w [w]    | q [q]    | y [j]    | ṯ [θ]    | ṣ [tˢʼ]  | ẓ [θʼ]   | h [h] | ḥ [ħ] | ḫ [x] | ʾ [ʔ] | s [s] | k [k] | ġ [ɣ] | b [b] | n [n]    | g [g]    | l [l]    | m [m]    | s2 [ɬ]   | s3 [s̪]   | t [t]    | f [f]    | z [z]    | d [d]    | ḏ [ð]    | ḍ [ɬʼ]   | ṭ [tʼ]   |
|                           | Circular | Circular | Circular | Circular | Circular | Circular | Circular | Circular | Y     | Y     | Y     | Π     | Π     | Π     | Π     | Π     | Vertical | Vertical | Vertical | Diagonal | Diagonal | Diagonal | Diagonal | Diagonal | Diagonal | Diagonal | Quadrado | Quadrado | Quadrado |